# 石塚雅二
石塚 雅二（いしづか まさじ、1947年7月15日 - ）は、茨城県出身の元プロ野球選手（捕手）。

## 来歴・人物
日大三高では、1年生の時にエース若宮秀雄とバッテリーを組み1963年の秋季東京大会に優勝、翌1964年の春の選抜への出場を決める。選抜では2回戦（初戦）で浪商に敗退している。同年夏の甲子園都予選は6回戦で修徳高に敗退。1年上のチームメートに若宮の他、遊撃手の大橋穣がいた。1965年の夏の甲子園都予選では同期のエース佐藤道郎を擁し決勝に進むが、日大二高の神山修に完封され0-2で惜敗、甲子園出場を逸する。
日本大学へ進学するが中退し、社会人野球の三菱重工川崎へ入社する。
その後、1969年に中南米で新規に発足した国際的プロ野球リーグである「グローバルリーグ」の東京ドラゴンズに、森徹、矢ノ浦国満らと共に参加するが、同リーグは財政問題で破綻し、解散を余儀なくされた。
帰国後は、ヤクルトアトムズのテスト生となり、1969年オフにドラフト外で入団。
しかし、ヤクルトで活躍の場はなく、1971年からロッテオリオンズへ移籍。同年は2試合に出場、10月には捕手として先発出場も果たした。ジュニアオールスターにも選出されている。1972年には、アメリカ1Aローダイに野球留学をする。1973年限りで現役を引退した。

## 詳細情報

### 年度別打撃成績
| 年 度     | 球 団     | 試 合 | 打 席 | 打 数 | 得 点 | 安 打 | 二 塁 打 | 三 塁 打 | 本 塁 打 | 塁 打 | 打 点 | 盗 塁 | 盗 塁 死 | 犠 打 | 犠 飛 | 四 球 | 敬 遠 | 死 球 | 三 振 | 併 殺 打 | 打 率 | 出 塁 率 | 長 打 率 | O P S |
| --------- | --------- | ----- | ----- | ----- | ----- | ----- | -------- | -------- | -------- | ----- | ----- | ----- | -------- | ----- | ----- | ----- | ----- | ----- | ----- | -------- | ----- | -------- | -------- | ----- |
| 1971      | ロッテ    | 2     | 6     | 6     | 0     | 1     | 0        | 0        | 0        | 1     | 0     | 0     | 0        | 0     | 0     | 0     | 0     | 0     | 1     | 1        | .167  | .167     | .167     | .333  |
| 通算：1年 | 通算：1年 | 2     | 6     | 6     | 0     | 1     | 0        | 0        | 0        | 1     | 0     | 0     | 0        | 0     | 0     | 0     | 0     | 0     | 1     | 1        | .167  | .167     | .167     | .333  |

### 年度別守備成績
| 年 度 | 捕手 | 捕手   | 捕手   | 捕手   | 捕手   |
| 年 度 | 試合 | 企図数 | 許盗塁 | 盗塁刺 | 阻止率 |
| ----- | ---- | ------ | ------ | ------ | ------ |
| 1971  | 2    | 0      | 0      | 0      | -      |
| 通算  | 2    | 0      | 0      | 0      | -      |

### 記録
- 初出場・先発初出場・初安打：1971年10月3日 対東映フライヤーズ26回戦（後楽園球場）、8番・捕手で出場し1安打

### 背番号
- 74 （1970年）
- 37 （1971年 - 1973年）